# Tracheplexia lucia
Tracheplexia lucia là một loài bướm đêm trong họ Noctuidae.